# Буш, Николай Адольфович
Никола́й Адо́льфович Буш (29 октября [10 ноября] 1869 или 10 [22] ноября 1869, Слободской, Вятская губерния — 7 августа 1941, Белозерск, Вологодская область) — русский ботаник, специалист по растительности Кавказа. Член-корреспондент Российской академии наук (1920). 
Его жена Елизавета также профессионально занималась ботаникой и сопутствовала ему в экспедициях.

## Путь в науке
Родился в семье лесника-лютеранина. В 1891 году окончил Казанский университет.
В 1888—1890 годах вместе с А. В. Фоминым и Н. И. Кузнецовым совершил по поручению Императорского Русского географического общества несколько ботанико-географических экспедиций («экскурсий») по Кавказу. Часть гербария кавказских растений, собранного Бушем в 1894—1896 годах (более 400 листов), находится в Гербарии имени И. П. Бородина Санкт-Петербургской лесотехнической академии
С 1893 по 1895 годы обучался в Лесном институте в Санкт-Петербурге. В 1900 году был принят в Юрьевский университет на должность приват-доцента. С 1902 года работал младшим консерватором Санкт-Петербургского Императорского ботанического сада. В 1903 году защитил диссертацию «Ranales флоры Кавказа» на соискание звания магистр ботаники.
С 1908 по 1911 годы преподавал ботанику на Стебутовских женских сельскохозяйственных курсах в Санкт-Петербурге. В то же время с 1909 года занимал должность приват-доцента Санкт-Петербургского университета, а в 1911 году защитил диссертацию «Rhoeadales и Sarraceniales флоры Кавказа» на соискание звания доктор ботаники.
С 1911 года профессор Санкт-Петербургских высших женских курсов. С 1910 по 1917 годы — заведующий кафедрой ботаники Психоневрологического института. В 1912—1931 годах работал в Ботаническом музее, а с 1931 года — в Ботаническом институте АН СССР. В советское время преподавал в Ленинградском университете, где его учеников в шутку называли «бушменами».
В период с 1894 по 1911 год Буш осуществил одиннадцать путешествий на Кавказ, один раз посетил Крым. За экспедиции на Кавказ Императорское Русское географическое общество наградило его медалью имени Пржевальского.
Основные труды Н. А. Буша посвящены исследованиям флоры и растительности России, главным образом, Кавказа, большим знатоком которой он был ещё со студенческих лет, а также Сибири и Дальнего Востока.
Буш описал много новых видов кавказских растений; составил ботанико-географические карты Осетии, Дигории и других районов Кавказа. Предложил деление Сибири на ботанико-географические области.
После начала Великой Отечественной войны был эвакуирован из Ленинграда в Белозерск, где его могила затерялась. Именем супругов Буш названа одна из улиц Цхинвала.

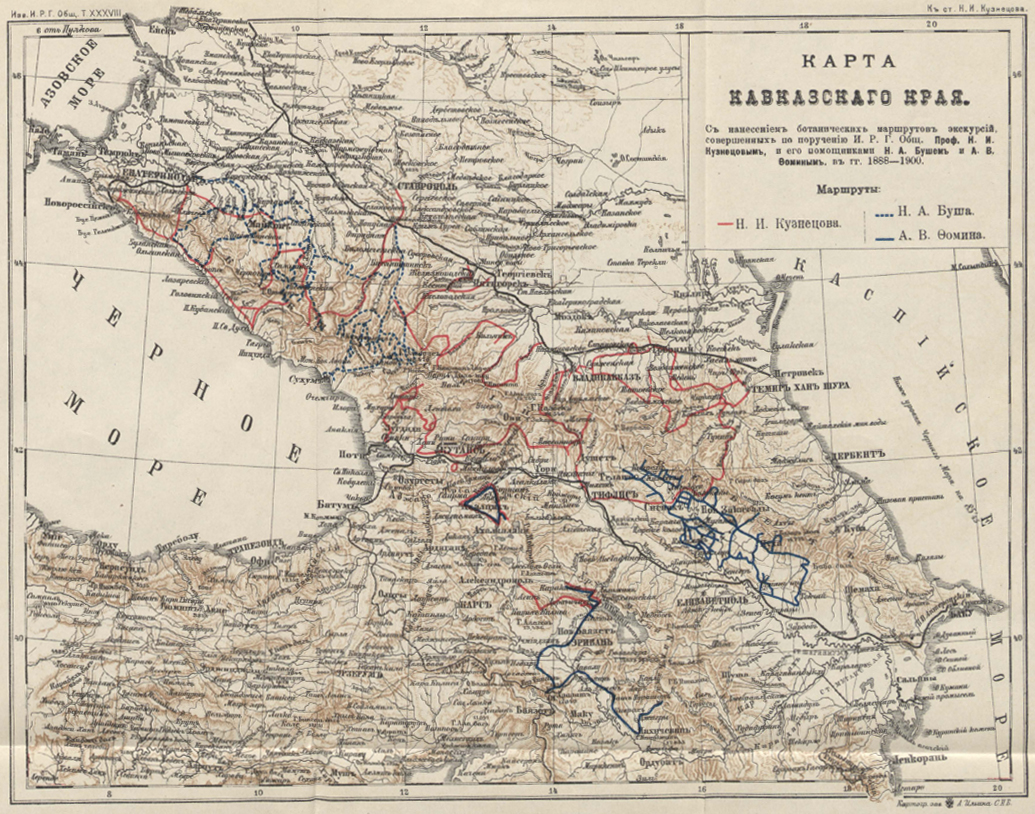
Экспедиции Н. И. Кузнецова, Н. А. Буша (показаны синими пунктирными линиями) и А. В. Фомина по Кавказу[6].

## Научные труды
- О русском лесе: Чтение 2-е: Как в степях лес разводить и для чего это нужно. — 2-е изд. — СПб.: Изд. Пост. ком. нар. чтений, Тип. М. Акинфиева и И. Леонтьева, 1902. — 34 с.
- Rhoeadales и Sarraceniales флоры Кавказа. Критическое систематически-географическое исследование. — Юрьев: Тип. К. Маттисена, 1904—1910. — LXXIV+ 820 с.
- По скалам Андийского Дагестана // Известия Русск. Географич. Общ., т. XLI, вып. III, СПб., 1905.
- Ботаническое путешествие по Западному Дагестану. — СПб.: Типо-литография «Герольд», 1905. — 51 с. + карта
- Курс систематики высших растений. — 2-е изд. — М., 1944.

## Таксоны растений, названные в честь Н. А. Буша
Род Buschia Ovcz. (1940) — Бушия (семейство Лютиковые)
Подрод Sisymbrium subg. Buschia V.I.Dorof. (1998)

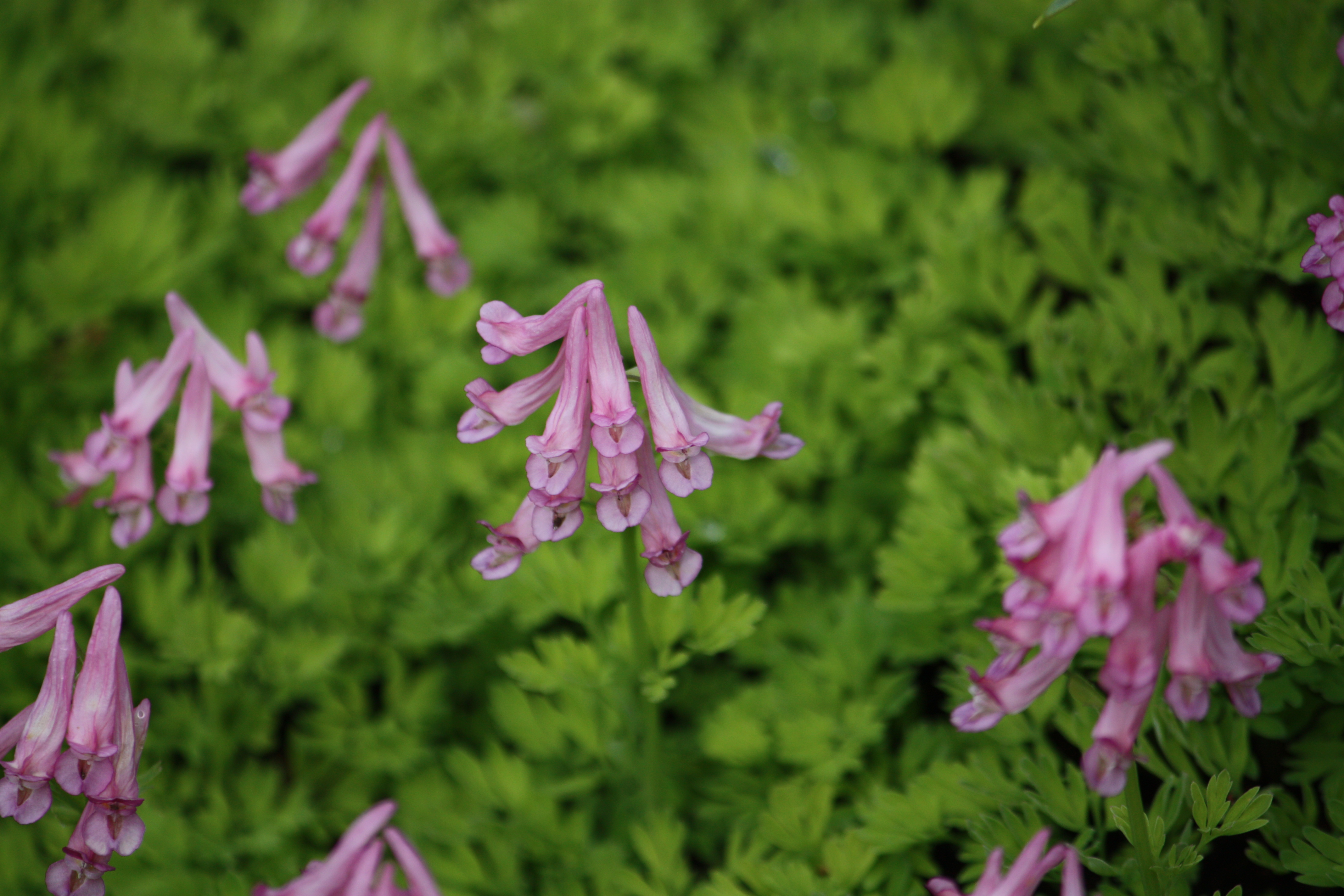
Хохлатка Буша (Corydalis buschii)

Также в его честь названо много видов растений, некоторые из них:
- Alchemilla buschii Juz. (1933) — Манжетка Буша
- Carex buschiorum V.I.Krecz. ex Kolak. (1938) — Осока Бушей (и в честь Е. А. Буш)
- Corydalis buschii Nakai (1914) — Хохлатка Буша
- Crambe buschii (O.E.Schulz) Grossh. (1930) — Катран Буша
- Helianthemum buschii (Palib.) Juz. & Pozdeeva (1949) — Солнцецвет Буша
- Hypericum buschianum Woronow (1906) — Зверобой Буша
- Koeleria buschiana (Domin) Gontsch. (1934) — Тонконог Буша
- Lonicera buschiorum Pojark. (1958) — Жимолость Бушей (и в честь Е. А. Буш)
- Minuartia buschiana Schischk. (1936) — Минуарция Буша
- Rubus buschii (Rozanova) Grossh. (1952) — Ежевика Буша
- Senecio buschianus Sosn. (1929) — Крестовник Буша
- Sorbus buschiana Zinserl. (1939) — Рябина Буша
- Thymus buschianus Klokov & Des.-Shost. (1936) — Чабрец Буша